# Jean-Philippe Rouxel
Pour les articles homonymes, voir Rouxel.
Jean-Philippe Rouxel (né le 15 octobre 1966 à Saint-Malo) est un coureur cycliste français, actif des années 1980 à 2000. 

## Biographie
En 1989, Jean-Philippe Rouxel devient champion de France du contre-la-montre par équipes. Il court ensuite au niveau professionnel au début des années 1990 dans l'équipe Castorama, aux côtés de Laurent Fignon et Bjarne Riis.
Redescendu chez les amateurs, il continue d'engranger les succès. Sa carrière cycliste se termine en 2003,.

## Palmarès
- 1986
  - Triomphe breton
  - 2e de Manche-Océan
- 1988
  - Essor breton
  - 2e de Paris-Lisieux
  - 3e de la Flèche finistérienne
- 1989
  -  Champion de France du contre-la-montre par équipes
  - 2e (contre-la-montre par équipes) et 6e étapes du Ruban granitier breton[4]
  - Flèche finistérienne
  - 2e de l'Essor breton
- 1992
  -  Champion de Bretagne sur route
  - Trois Jours des Mauges
  - 2e étape de la Ronde finistérienne
  - 2e du Tour du Finistère
  - 3e du Souvenir Louison-Bobet
  - 3e du Tour d'Émeraude
- 1993
  - Tro Bro Leon
  - 3e de la Flèche finistérienne
  - 3e du Circuit du Cantal
- 1994
  - 3e étape de l'Essor breton
- 1995
  - Tour d'Émeraude
  - 2e de Bordeaux-Saintes
- 1996
  - Ronde du Pays basque
  - Prix de la Saint-Laurent
  - 3e de la Flèche finistérienne
- 1997
  - Souvenir Louison-Bobet
  - 2e étape de l'Essor breton (contre-la-montre par équipes)
  - 2e du Tro Bro Leon
  - 3e du Tour du Finistère
- 1998
  - Tour du Pays d'Iroise[5]
- 1999
  - Grand Prix de Saint-Hilaire-du-Harcouët
  - 2e du Souvenir Louison-Bobet
  - 2e du Grand Prix Gilbert-Bousquet
  - 3e des Boucles guégonnaises
- 2001
  - Critérium des As amateurs
- 2002
  - 5e étape du Tour de la Manche

## Résultats sur les grands tours

### Tour d'Italie
1 participation
- 1991 : 75e